# George Mackenzie
Sir George Mackenzie (Worcester, 1636 – Westminster, 1691. május 8.) skót jogász, korai szabadkőműves, heraldikus.
I. Sir Mackenzie of Lochslin fia volt. Tanulmányait Chase, a londoni Kings College, Aberdeen és a franciaországi Bourges egyetemein folytatta. 1659-ben beválasztották az ügyvédi testületbe. 1669-től Ross képviselője volt a skót parlamentben. 1677-ben főjogászi (Lord Advocate), azaz miniszteri tisztséget kapott és titkos tanácsos (Privy Council) lett. Miniszteri tisztségében feladata volt II. Károly király elnyomó politikájának végrehajtása a nonkonformisták (Covenanters) vallási és politikai mozgalmának tagjaival szemben. Hivataláról 1686-ban lemondott, de 1688-ban újra elfoglalta azt. Ellenezte II. Jakab trónfosztását. A megtorlás elkerülése végett visszavonult a közélettől és a forradalom alatt Oxfordban élt. Edinburgh-ben 1689-ben ő alapította a főjogászi könyvtárat.
A nonkonformisták (Covenanters) könyörtelen üldözése miatt az őrült Mackenzie (Bluidy Mackenzie) gúnynevet
kapta, a magánéletben azonban rendkívül kulturált és művelt ember volt, aki irodalommal foglalkozott és számos esszét írt, melyek közül a legismertebb A Moral Essay preferring Solitude to Public Employment címen 1665-ben jelent meg. Értékes jogi, politikai és történeti műveket is írt, mint az Institutions of the Law of Scotland (1684), Antiquity of the Royal Line of Scotland (1686), Science of Herauldry és Memoirs of the Affairs of Scotland from the Restoration of Charles II. Ez utóbbit csak 1821-ben adták ki.
A címertan iránt akkor kezdett érdeklődni, mialatt Franciaországban tanult és megismerte a vele kapcsolatos hatalmas szakirodalmat. Osztozott I. Jakab skót király érdeklődésében a lovagias formaságok megújítását illetően. Ezért kezdte írni The Science of Heraldry (1680) című művét is. Ebben nagyra értékelte a Franciaországgal fennálló régi szövetséget ("auld alliance") és számos olyan témát érintett, mely később megjelent a korai skót szabadkőművesség lovagi rangfokozataiban. Aldrovandus és Favyn műveit követve a heraldika eredetét a bibliai Jákobtól vezette le és megemlítette Bouillon Gottfried és más jeruzsálemi keresztesek, valamint a francia király hozzájárulását a tárgyhoz, aki a skót íjászokat tette meg testőreivé.
Heraldikai műve az első ilyen skót könyv volt. A címertant a magánjog részeként tárgyalja. Felsorolja a címerek alkotórészeit és számos példát hoz fel azok használatára, számos fametszettel illusztrálva. Főként a skót heraldikával foglalkozik, de utal a külföldi gyakorlatra is. A címerek öröklésénél, a címertörésnél, a külső címerrészek és tartozékok használatánál a jogi szempontot képviseli. A címerek eredetét Nagy Károly idejére tette, melyek használata a feudális jog hatására kezdett terjedni, de a kezdetét Jákobhoz kötötte, aki szerinte a fiait megáldva jelvényeket adott nekik, melyeket a tizenkét zsidó törzs aztán a saját jelképeként használt. A skót címerkirály (Lord Lyon) és a skót bíróságok Mackenzie-t a legnagyobb heraldikai szerzőnek ("the greatest of [Scotland’s] heraldic writers") nevezték. Heraldikai kéziratgyűjteményét Alexander Nisbet hasznosította A System of Heraldry, Speculative and Practical (Edinburgh: J. Mackuen, 1722) című művében, mely a skót heraldika korabeli csúcsát jelentette.
Mackenzie nacionalista hevülete ellenére dicsérettel illette Skócia és Anglia korabeli egységét a Stuart uralkodók perszonáluniója alatt. I. Jakab király támogatását élvezve Mackenzie barátai megújították a királyi íjászok társaságát (Royal Company of Archers), mely hagyományos módon kapcsolatban állt a francia
skót gárdával (Garde Ecossais). Hevesen visszautasította Elias Ashmole nézetét a Térdszalagrend elsőségét illetően és azt vallotta, hogy a skót Bogáncsrend ennél sokkal régebbi, melyet 787-ben alapítottak Nagy Károly francia király és a skót Achalus király közti szövetség emlékére, aki legyőzte Athelstan angol királyt, majd a rendet I. Róbert (Robert the Bruce) skót király (1306-1329) megújította és Aberdeen polgárainak új címert adományozott, amiért legyőzték az
angolokat. A reformáció után a rendet háttérbe szorították, mint a pápistaság maradványát ("a Dreg of Popery"), de számos skót nemes tartotta meg a rend jelvényét a címerében, épületein és emlékérmein. I. Jakab Mackenzie érveinek hatására és uralma megszilárdítására később királyi lovagrendként megújította a Bogáncsrendet. Heraldikai érvei, valamint a Bogáncs- és Térdszalagrenddel kapcsolatos nézetei később hatással voltak a skót-ír és skót szabadkőművesség lovagi jellegű főbb rangfokozatainak fejlődésére.
Barátja volt Sir Robert Moray, skót természetbúvár, a Royal Society egyik alapítója, akivel megegyezett érdeklődése a sztoikus filozófia és a tudományos heraldika (címertudomány) iránt. Morayhoz hasonlóan úgy vélte, hogy az Új Filozófia (New Philosophy) képes lesz úrrá lenni a vallási fanatizmuson. Ennek a témának szentelte Religio Stoici: the Virtuoso or Stoick with a Friendy, Address to the Fanatics of all Sects and Sorts (1663) című művét.

## Heraldikai műve
- Observations upon the Laws and Customs of Nations as to Precedency, with the Science of Heraldry (Heir of Andrew Anderson, Edinburgh, 1680)

másik címe:
- Mackenzie of Rosehaugh, G.: Scotland’s Herauldrie: the Science of Herauldrie treated as a part of the Civil law and Law of Nations (Heir of Andrew Anderson, Edinburgh, 1680)